# Condor Attack
Condor Attack es un videojuego matamarcianos publicado en 1982 por la empresa Ultravision para la consola Atari 2600. También fue lanzado por K-Tel Vision bajo el nombre Vulture Attack.